# Плисківська волость
Плисківська волость — адміністративно-територіальна одиниця Борзнянського повіту Чернігівської губернії з центром у селі Плиски.
Утворена наприкінці XIX сторіччя відокремленням із Великозагорівської волості.
Станом на 1899 рік у волості налічувалось 7 сільських товариств із населенням 4796 осіб (2417 чоловічої статі та 2369 — жіночої).